# Fatos Kongoli

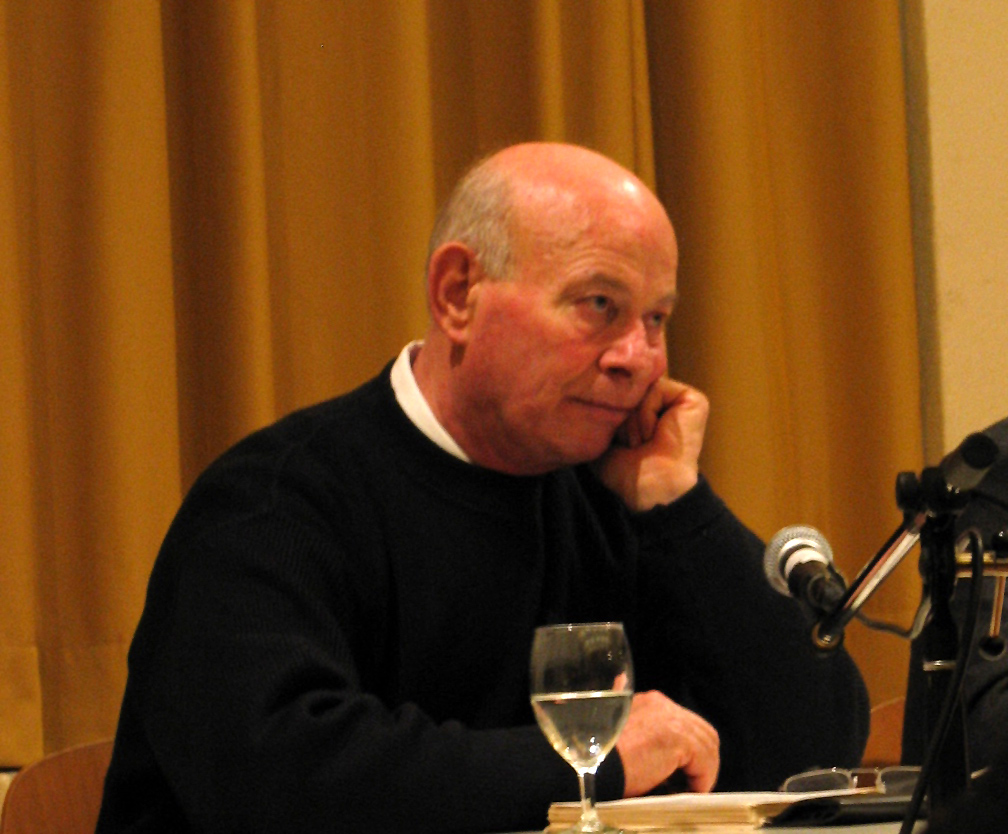
Fatos Kongoli, Zürich

Fatos Kongoli (Elbasan, 12 de enero de 1944) escritor albanés.
Creció en Elbasan y estudió matemáticas en Tirana y la República Popular China. 

## Obra
- Shqetësime të ngjashme, 1972 (Preocupaciones similares) Relatos
- Tregime, 1978 (Cuentos) Relatos
- Të fejuarit, 1982 (Los prometidos) Relatos
- Ne të tre, 1985 (Nosotros tres) Novela
- Karuseli, 1990 (Carrusel) Novela
- I humburi,  1992 (Los perdidos) Novela (Publicada en España como Una nulidad de hombre, Ediciones Siruela, 2013, traducción de Ramón Sánchez Lizarralde y María Roces González)
- Kufoma, 1994 (El cadáver) Novela
- Dragoi i Fildishtë, 1999 (El dragón de marfil) Novela
- Ëndrra e Damokleut, 2001 (El sueño de Damocles) Novela (Publicada en España como El sueño de Damocles, Ediciones Siruela, 2014, traducción de María Roces González)
- Lëkura e qenit, 2003 (Piel de perro) Novela (Publicada en España como Piel de perro, Ediciones Siruela, 2009, traducción de Ramón Sánchez Lizarralde)
- Te porta e Shën Pjetrit, 2006 (A la puerta de San Pedro) Novela (Publicada en España como Tirana Blues, Ediciones Siruela, 2010, traducción de María Roces González)
- Jetë në një kuti shkrepësesh, 2007 (La vida en una caja de cerillas) Novela (Publicada en España como La vida en una caja de cerillas, Ediciones Siruela, 2010, traducción de Ramón Sánchez Lizarralde)
- Bolero në vilën e pleqve, 2008 (Bolero en la villa de los ancianos) Novela (Publicada en España como Bolero en la villa de los viejos, Ediciones Siruela, 2011, traducción de Ramón Sánchez Lizarralde)
- Iluzione në sirtar, 2010 (Ilusiones en el cajón) Novela
- Si-do-re-la, 2011. Novela
- Njeru me fat, 2013 (El afortunado) Novela
- Gjemia e mbytur, 2015 (El barco ahogado) Novela
- Gënjeshtarë të vegjël, 2019 (Pequeños mentirosos) Novela
- Stinë pandemie, 2020 (Temporada de pandemia) Novela